# Anigozanthos manglesii
Anigozanthos manglesii är en enhjärtbladig växtart som beskrevs av David Don. Anigozanthos manglesii ingår i släktet Anigozanthos och familjen Haemodoraceae.

## Underarter
Arten delas in i följande underarter:
- A. m. manglesii
- A. m. quadrans

## Bildgalleri

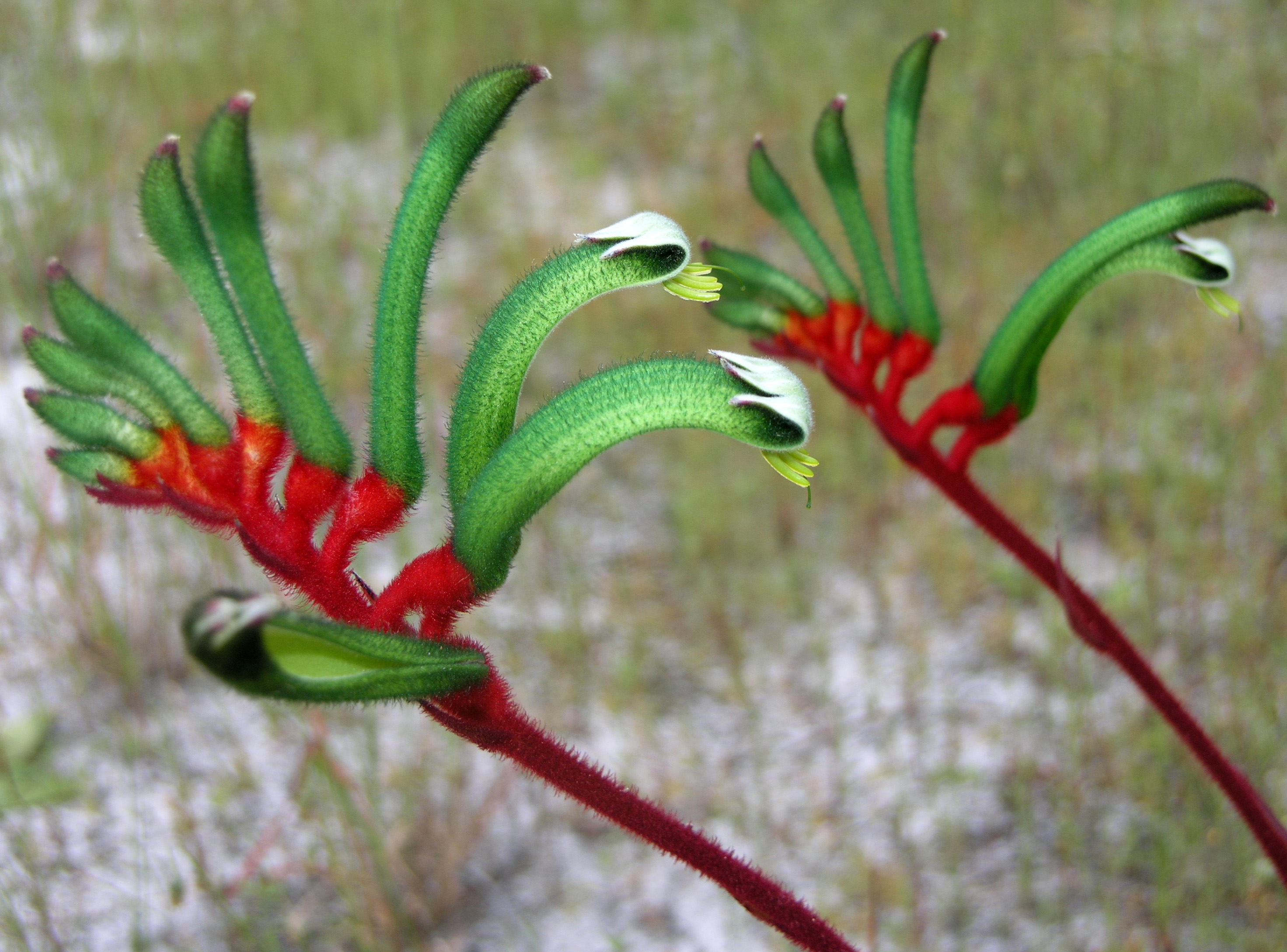